# Лапчатка прямая
Лапча́тка пряма́я (лат. Potentílla récta) — многолетнее травянистое растение, вид рода Лапчатка (Potentilla) семейства Розовые (Rosaceae).

## Ботаническое описание

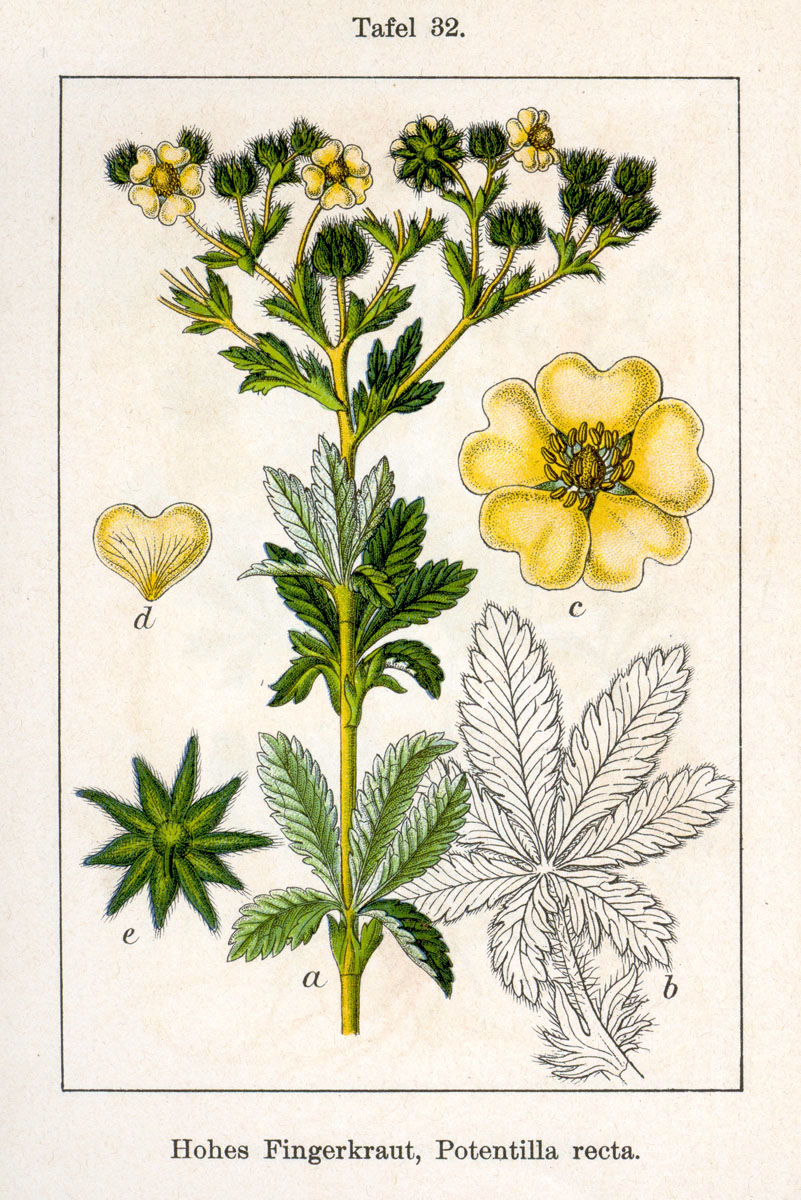

Корневище мощное, многоглавое, одетое остатками прилистников.
Стебли 30—70 см высотой, толстые, прямостоящие, прямые, хорошо облиственные, в верхней части дихотомически ветвящиеся, одетые, так же как и черешки листьев, цветоножки и чашечки, короткими щетинками и длинными оттопыренными волосками, сидящими на бугорках, по большей части с примесью членистых желёзистых волосков.
Корневые и нижние стеблевые листья крупные, длинночерешатые, пятерные или семерные, верхние стеблевые листья пятерные и тройчатые, короткочерешчатые и сидячие. Прилистники стеблевых листьев яйцевидно-ланцетные, цельнокрайные или надрезанно-зубчатые. Листочки продолговато-обратнояйцевидные или продолговатые, у основания клиновидно суженные и цельнокрание в остальной части равномерно крупно- или надрезанно-зубчатые, с 7—17 яйцевидными или ланцетными тупыми или острыми зубцами с каждой стороны, с обеих сторон зелёные, жёстко-волосистые, снизу морщинистые от выступающих боковых жилок второго и третьего порядка.
Цветки в многоцветковом соцветии, крупные, до 2,5 см в диаметре; чашечка густо-мохнато-волосистая, при плодах с выдающимися жилками; наружные чашелистики почти линейные, одинаковой длины с яйцевидно-ланцетными внутренними или едва длиннее их (реже несколько короче), и те и другие острые; лепестки обратнояйцевидные, глубоковыемчатые, равны или гораздо длиннее чашелистиков, разных оттенков жёлтого цвета. Тычинок 25—30, нити их недлинные, пыльники продолговатые. Цветоложе выдающееся, несколько мясистое. Столбик несколько короче зрелой семянки, при основании несколько утолщённый. Цветёт в июне — июле.
Плод — многочисленные, небольшие, яйцевидные, морщинистые, крыловидно-килеватые, бурые семянки.
Вид описан из Италии (Нарбона).
|                                    |  |  |
| Слева направо: лист, бутон, цветок |  |  |

## Распространение
Центральная Европа: Австрия, Чешская Республика, Германия, Венгрия, Польша, Словакия, Швейцария; Южная Европа: Албания, Босния и Герцеговина, Болгария, Хорватия, Югославия, Греция, Италия (включая Сардинию и Сицилию), Македония, Румыния, Словения, Франция (включая Корсику), Испания; территория бывшего СССР: Беларусь, Молдова, Украина (включая Крым), Пензенская, Саратовская, Самарская и Волгоградская области, Кавказ (Предкавказье, Дагестан, Краснодарский край), Алтай, Средняя Азия (Казахстан, Кыргызстан, Таджикистан, Туркменистан, Узбекистан); Западная Азия: Иран, Ирак, Турция; Китай.
Растёт в степях, на степных склонах, залежах, краях дорог.